# Юшкевичи (платформа)
Юшке́вичи (бел. Ю́шкавічы) — остановочный пункт в Барановичском районе Брестской области.
Железнодорожная платформа находится между станцией Погорельцы и остановочным пунктом Крошин.
Платформа расположена неподалёку от деревни Юшковичи и Кломпики.